# Arkadiusz Wrzosek
Arkadiusz Daniel Wrzosek (ur. 3 czerwca 1992 w Pruszkowie) – polski kick-bokser, bokser oraz zawodnik mieszanych sztuk walki (MMA). Mistrz organizacji FEN w wadze +95 kg, amatorski mistrz świata K-1 Global (2016), mistrz Europy muay thai IFMA (2014), wielokrotny medalista mistrzostw Polski w boksie tajskim, sandzie oraz kick-boxingu. Od 2022 związany z federacją KSW, w której zajmuje 3. miejsce w oficjalnym rankingu wagi ciężkiej.

## Wczesne życie
Urodzony i wychowany w Pruszkowie w okresie dzieciństwa rozpoczął przygodę ze sportem od piłki nożnej. Od pierwszych treningów dość szybko został ustawiony na pozycji bramkarza, ze względu na swoją budowę ciała. W piłkę nożną grał do siedemnastego roku życia, wtedy też miał chwilową przerwę od boiska. Później grał parę lat w tenisa stołowego, po czym znowu wrócił do piłki nożnej.

## Kariera w kick-boxingu

### Wczesna kariera
Treningi sportów walki rozpoczął w wieku około 18 lat w warszawskim klubie Copacabana pod okiem Igora Kołacina. Pierwsze walki amatorskie toczył w formule sanda, w której zdobył puchar oraz mistrzostwo Polski. W formułach amatorskich stoczył ponad 40 walk, wielokrotnie wygrywając zawody krajowe oraz międzynarodowe. W latach 2014–2017 członek kadry narodowej. W 2015 roku był pretendentem do pasa mistrza świata WKU.

### FEN i Granda PRO
Od 2015 roku związany kontraktem z organizacją Fight Exclusive Night, od 2017 mistrz tej organizacji w wadze ciężkiej.
19 marca 2016 ogłoszono starcie Wrzoska z Nikolaiem Falinem w hali Torwar, w Warszawie. Przegrał niejednogłośną decyzją sędziów.
W walce wieczoru gali Granda PRO 6 w Arenie Ursynów stoczył walkę z Pawlem Woroninem. W pierwszej rundzie zadane ciosy Wrzoska doprowadziły do kontuzji rywala, a sędziowie uznali walkę za nierozstrzygniętą. Po złożeniu protestu przez sztab Wrzoska wynik zmieniono z NC na TKO.
27 października 2018 roku podczas gali Granda PRO 7 błyskawicznie znokautował Rosjanina z niemieckim obywatelstwem, Vladimira Toktasynova, zdobywając międzynarodowy pas ISKA.

### Glory
W listopadzie 2018 związał się z Glory, największą organizacją kick-boxingu na świecie.
W debiucie dla nowej organizacji wystartował w mocno obsadzonym turnieju wagi ciężkiej, którego główną nagrodą było 150 tys. $. Odpadł z niego już po pierwszym pojedynku, w którym przegrał jednogłośnie na punkty z Benjaminem Adegbuyim.
16 marca 2019 roku stoczył ostatni pojedynek dla FEN. Podczas gali FEN 24 obronił pas mistrzowski technicznie nokautując Patricka Schmida niskimi kopnięciami.
Na gali Glory 71 wszedł w zastępstwie za niedoszłego oponenta dla Demoreo Dennisa. W drugiej rundzie zwyciężył przez techniczny nokaut zatrzymując rywala mocnymi niskimi kopnięciami.
W następnym pojedynku zmierzył się w walce wieczoru gali Glory 78 z Holendrem marokańskiego pochodzenia, Badrem Harim. Pomimo trzykrotnego liczenia, w drugiej rundzie sensacyjnie znokautował Hari'ego wysokim kopnięciem. Zwycięstwo przyniosło mu wyróżnienie przez organizację nagrodą za najlepszy nokaut roku 2021.
19 marca 2022 roku na Glory 80 doszło do starcia rewanżowego pomiędzy Wrzoskiem a Harim. Zaplanowana na trzy rundy walka nie wytrwała z powodu zamieszek na trybunach, w których zostali ranni policjanci i kibice. Galę przerwano, a pojedynek  został uznany za nieodbyty. Na wszystkich kartach punktowych u sędziów Wrzosek prowadził 19:18. Winą za awanturę szybko obarczono kibiców Legii i ADO Den Haag wspierających Polaka. Zdaniem obozu Wrzoska zamieszki sprowokowali jednak Marokańczycy, którzy obrzucili ich butelkami i krzesłami. 6 kwietnia tego samego roku organizacja zmieniła wynik z no contest na remis.

## Kariera MMA
15 czerwca 2022 federacja Konfrontacja Sztuk Walki (promująca walki w MMA) poinformowała kibiców za pośrednictwem mediów społecznościowych o zakontraktowaniu Arkadiusza Wrzoska. Trzy dni później, podczas gali KSW 71 zostało ogłoszone starcie Tomasza Sarary z Arkadiuszem Wrzoskiem jako walka wieczoru (Main Event) gali KSW 73, która odbyła się 20 sierpnia 2022 w Warszawie. Wrzosek zaliczył udany debiut w formule MMA pokonując Sararę przez TKO w trzeciej rundzie. Trzy dni po tej gali Wrzosek oraz Sarara zostali nagrodzeni bonusem finansowym za najlepszą walkę wieczoru tamtej gali.
W drugiej walce dla polskiej federacji, 21 stycznia 2023 podczas XTB KSW 78 w Szczecinie miał zmierzyć się ze specjalizującym się w boksie Arturem Szpilką. Niedługo po oficjalnym ogłoszeniu pojedynku zakomunikowano, że Szpilka doznał kontuzji kręgosłupa i nie wystąpi na tej gali. Wrzosek także nie wystąpił na tym wydarzeniu.
25 lutego 2023 na KSW 79 w Libercu, zmierzył się w konfrontacji z byłym pogromcą z formuły kick-bokserskiej, Tomášem Možným. Wygrał jednogłośną decyzją sędziowską (29-26, 29-27, 29-27). Pojedynek nagrodzono bonusem za walkę wieczoru.
Trzecią zawodową walkę stoczył 3 czerwca 2023 na warszawskim Stadionie PGE Narodowym podczas gali XTB KSW 83: Colosseum 2. Jego rywalem był debiutujący w formule MMA uznany rumuński kick-bokser, Bogdan Stoica. Zwyciężył przez poddanie rywala rzadko stosowaną techniką tzw. duszeniem przedramieniem, które przypominało swego czasu zwycięstwo Przemysława Salety z 2010 roku.
20 stycznia 2024 wystąpił w głównej walce wieczoru gali XTB KSW 90, która miała miejsce w hali COS Torwar. Zawalczył z mistrzem federacji Megdan Fighting oraz Fight Nation Championship, Ivanem Vitasoviciem. Po niespełna minucie walki znokautował ciosami Chorwata.
Niespełna cztery miesiące później w piątej walce dla największej polskiej organizacji stoczył niedoszłą walkę z Arturem Szpilką. Do konfrontacji zawodników doszło w terminie 11 maja 2024 podczas gali XTB KSW 94. Już w 14 sekundzie pokonał rywala przez techniczny nokaut.
Na początku września 2024 roku zapowiedział występ podczas gali XTB KSW 100, która odbędzie się 16 listopada w PreZero Arenie Gliwice. Trzy tygodnie później, od ogłoszenia swojego udziału poinformował kibiców, że nie zawalczy na tym wydarzeniu. Ostatecznie jednak stoczył pojedynek na jubileuszowej imprezie, w zastępstwie za Mariusza Pudzianowskiego. Jego rywalem został sklasyfikowanym na 3. miejscu w oficjalnym rankingu KSW, Brazylijczyk, Matheus Scheffel. Wrzosek w swoim stylu znokautował rywala uderzeniami. Po wygranej, w udzielonym wywiadzie w klatce, ogłosił swój kolejny występ, który miał stoczyć 25 stycznia 2025 w walce wieczoru gali XTB KSW 102 w Radomiu. 16 grudnia 2024 ogłoszono, że nie wystąpi na tym wydarzeniu z powodu kontuzji dłoni.
Podczas walki wieczoru gali XTB KSW 107, która odbyła się 16 czerwca 2025 w gdańsko-sopockiej Ergo Arenie, zawalczył z Philem De Friesem o jego pas mistrzowski KSW w wadze ciężkiej. Przegrał po raz pierwszy w karierze, zostając poddanym amerikaną już w pierwszej rundzie przez aktualnego mistrza. 

## Walka w boksie
W 2018 roku podpisał kontrakt z grupą Fonfara Promotions na debiut w zawodowym boksie. Podczas gali Warsaw Boxing Night – Back to the Game, która odbyła się 16 czerwca 2018 roku pokonał jednogłośnie na punkty (3x 40:36) Saida "Lennoxa" Kasongo.

## Życie prywatne
Jest kibicem klubu piłkarskiego Legia Warszawa. W wywiadach często przyznawał, że jest mocno związany z klubem i zawdzięcza mu większość tego, co osiągnął.
13 grudnia 2023 na terenie klubu Hemmers Gym, w którym tego ranka trenował Wrzosek, padło kilka strzałów w kierunku samochodu, w którym siedział . Co najmniej jedna kula trafiła w pojazd, w którym siedziała także inna osoba. Wiele świadków potwierdziło, że zbiegły bandyta otworzył ogień wkrótce po tym, jak Polak wsiadł do samochodu. W późniejszym czasie Wrzosek na instagramie przekazał, że nic mu się nie stało oraz nie chciał szerzej komentować sprawy.

## Osiągnięcia

### Amatorskie
- 2013: Puchar Polski Sanda 1. miejsce (-90 kg)
- 2014: Mistrz Polski Sanda (-100 kg)[61]
- 2014: Wicemistrz Polski Muay Thai IFMA (-91 kg)[62]
- 2014: Mistrz Europy Muay Thai IFMA[7]
- 2015: Mistrz Polski Muay Thai IFMA (+91 kg)[63]
- 2016: Mistrz Świata K-1 Global[6]
- 2017: Puchar Polski w Kickboxingu 1. miejsce (+91 kg)[64]

### Zawodowe
- Fight Exclusive Night
  - 2017: mistrz Fight Exclusive Night formuły K-1 w wadze +95 kg[5]
  - Bonus za walkę wieczoru (jeden raz) vs. Artur Bizewski (2018)[65]
- International Sport Karate Association
  - 2018: Międzynarodowy Mistrz Polski ISKA formuły K-1 w wadze +95 kg[66].
- Glory
  - 2021: Nagroda Glory za najlepszy nokaut roku 2021 vs. Badr Hari[67]
- 2022: Niebieski pas w brazylijskim jiu-jitsu[68]

- Konfrontacja Sztuk Walki
  - Bonus za walkę wieczoru (dwa razy) vs. Tomasz Sarara (2022)[33], Tomáš Možný (2023)[38]

## Lista walk w MMA
| Wynik     | Bilans | Przeciwnik (bilans przed walką) | Rozstrzygnięcie                      | Runda | Czas | Rozgrywki                               | Data       | Miejsce      | Uwagi                                                                 |
| --------- | ------ | ------------------------------- | ------------------------------------ | ----- | ---- | --------------------------------------- | ---------- | ------------ | --------------------------------------------------------------------- |
| Przegrana | 6-1    | Phil De Fries (26-6. 1NC)       | Poddanie (klucz na rękę - americana) | 1     | 3:33 | XTB KSW 107: De Fries vs. Wrzosek       | 14.06.2025 | Gdańsk/Sopot | Walka o pas międzynarodowego mistrza KSW w wadze ciężkiej. Main Event |
| Wygrana   | 6-0    | Matheus Scheffel (18-11. 1NC)   | TKO (ciosy pięściami)                | 1     | 0:25 | XTB KSW 100: Khalidov vs. Bartosiński   | 16.11.2024 | Gliwice      |                                                                       |
| Wygrana   | 5-0    | Artur Szpilka (3-0)             | TKO (ciosy pięściami)                | 1     | 0:14 | XTB KSW 94: Bartosiński vs. Michaliszyn | 11.05.2024 | Gdańsk/Sopot | Co-Main Event                                                         |
| Wygrana   | 4-0    | Ivan Vitasović (12-5-1)         | TKO (ciosy pięściami)                | 1     | 0:55 | XTB KSW 90: Wrzosek vs. Vitasović       | 20.01.2024 | Warszawa     | Main Event                                                            |
| Wygrana   | 3-0    | Bogdan Stoica (0-0)             | Poddanie (duszenie przedramieniem)   | 1     | 2:09 | XTB KSW 83: Colosseum 2                 | 03.06.2023 | Warszawa     |                                                                       |
| Wygrana   | 2-0    | Tomáš Možný (1-1)               | Decyzja (jednogłośna)                | 3     | 5:00 | KSW 79: De Fries vs. Duffee             | 25.02.2023 | Liberec      | Bonus za walkę wieczoru.                                              |
| Wygrana   | 1-0    | Tomasz Sarara (1-0)             | TKO (ciosy pięściami)                | 3     | 3:55 | KSW 73: Wrzosek vs. Sarara              | 20.08.2022 | Warszawa     | Bonus za walkę wieczoru. Main Event                                   |

## Lista zawodowych walk w kick-boxingu
| Wynik     | Bilans | Przeciwnik          | Rozstrzygnięcie          | Runda | Czas | Rozgrywki                  | Data       | Miejsce   | Uwagi                                                                              |
| --------- | ------ | ------------------- | ------------------------ | ----- | ---- | -------------------------- | ---------- | --------- | ---------------------------------------------------------------------------------- |
| Remis     | 14-5-1 | Badr Hari           | Remis                    | 2     | 3:00 | Glory 80                   | 19.03.2022 | Hasselt   | Rozstrzygnięcie zmieniono przez organizację z No Contest na Remis.                 |
| Wygrana   | 14-5   | Badr Hari           | KO (wysokie kopnięcie)   | 2     | 1:30 | Glory 78: Rotterdam        | 04.09.2021 | Rotterdam | Nagroda Glory za najlepszy nokaut roku 2021. Main Event                            |
| Wygrana   | 13-5   | Demoreo Dennis      | TKO (niskie kopnięcia)   | 2     | 2:59 | Glory 71: Chicago          | 22.11.2019 | Chicago   |                                                                                    |
| Wygrana   | 12-5   | Patrick Schmid      | TKO (niskie kopnięcia)   | 5     | 0:23 | FEN 24: All or Nothing     | 16.03.2019 | Warszawa  | Obronił pas mistrzowski FEN w wadze ciężkiej. Main Event                           |
| Przegrana | 11-5   | Benjamin Adegbuyi   | Decyzja (jednogłośna)    | 3     | 3:00 | Glory 62: Rotterdam        | 08.12.2018 | Rotterdam | Ćwierćfinał turnieju wagi ciężkiej Glory.                                          |
| Wygrana   | 11-4   | Władimir Toktasynow | TKO                      | 1     | 1:05 | Granda PRO 7               | 27.10.2018 | Warszawa  | Zdobył pas międzynarodowego mistrza Polski ISKA formuły K-1.                       |
| Wygrana   | 10-4   | Pawel Woronin       | TKO                      | 1     | 1:10 | Granda PRO 6               | 28.04.2018 | Warszawa  | Po złożenie protestu przez sztab, decyzje zmieniono z NC na TKO.                   |
| Wygrana   | 9-4    | Artur Bizewski      | Decyzja (jednogłośna)    | 5     | 3:00 | FEN 20: Next Level         | 10.03.2018 | Warszawa  | Obronił pas mistrzowski FEN formuły K-1 w wadze ciężkiej. Bonus za walkę wieczoru. |
| Przegrana | 8-4    | Colin George        | KO                       | 3     | 2:47 | VIP Fight Night            | 03.11.2017 | Dubaj     |                                                                                    |
| Wygrana   | 8-3    | Nikolai Falin       | KO                       | 1     | 1:49 | FEN 19: Battle for Wrocław | 14.10.2017 | Wrocław   | Zdobył pas mistrzowski FEN formuły K-1 w wadze ciężkiej.                           |
| Wygrana   | 7-3    | Kai Durak           | TKO                      | 2     | 2:41 | Granda PRO 4               | 09.06.2017 | Warszawa  |                                                                                    |
| Wygrana   | 6-3    | Tomáš Klimacek      | KO                       | 1     | 2:13 | GSW Radomsko               | 08.04.2017 | Radomsko  |                                                                                    |
| Wygrana   | 5-3    | Artur Bizewski      | Decyzja (jednogłośna)    | 3     | 3:00 | FEN 16: Warsaw Reloaded    | 11.03.2017 | Warszawa  |                                                                                    |
| Wygrana   | 4-3    | Aleksiej Buchinsky  | KO (kopnięcia)           | 1     | 1:47 | PLMMA 70: Championships    | 01.11.2016 | Warszawa  |                                                                                    |
| Wygrana   | 3-3    | Kryspin Kalski      | Decyzja (niejednogłośna) | 4     | 3:00 | FEN 13: Summer Edition     | 13.08.2016 | Gdynia    |                                                                                    |
| Przegrana | 2-3    | Nikolai Falin       | Decyzja (niejednogłośna) | 4     | 3:00 | FEN 11: Warsaw Time        | 19.03.2016 | Warszawa  |                                                                                    |
| Przegrana | 2-2    | Tomáš Možný         | Decyzja (jednogłośna)    | 5     | 3:00 | Boxing Night 11            | 16.10.2015 | Warszawa  | Walka o pas Mistrza Świata WKU.                                                    |
| Przegrana | 2-1    | Artur Bizewski      | Decyzja (jednogłośna)    | 3     | 3:00 | WBT                        | 28.06.2015 | Gdynia    |                                                                                    |
| Wygrana   | 2-0    |                     | ?                        | ?     | ?    | ?                          | ?          |           |                                                                                    |
| Wygrana   | 1-0    |                     | ?                        | ?     | ?    | ?                          | ?          |           |                                                                                    |

## Lista walk w boksie
| Wynik   | Bilans | Przeciwnik (bilans przed walką) | Rozstrzygnięcie       | Runda | Czas | Rozgrywki                              | Data       | Miejsce  | Uwagi |
| ------- | ------ | ------------------------------- | --------------------- | ----- | ---- | -------------------------------------- | ---------- | -------- | ----- |
| Wygrana | 1-0    | Arnod Kasongo (1-1)             | Decyzja (jednogłośna) | 4     | 3:00 | Warsaw Boxing Night – Back to the Game | 16.06.2018 | Warszawa |       |